# Allée couverte de la Boutinardière

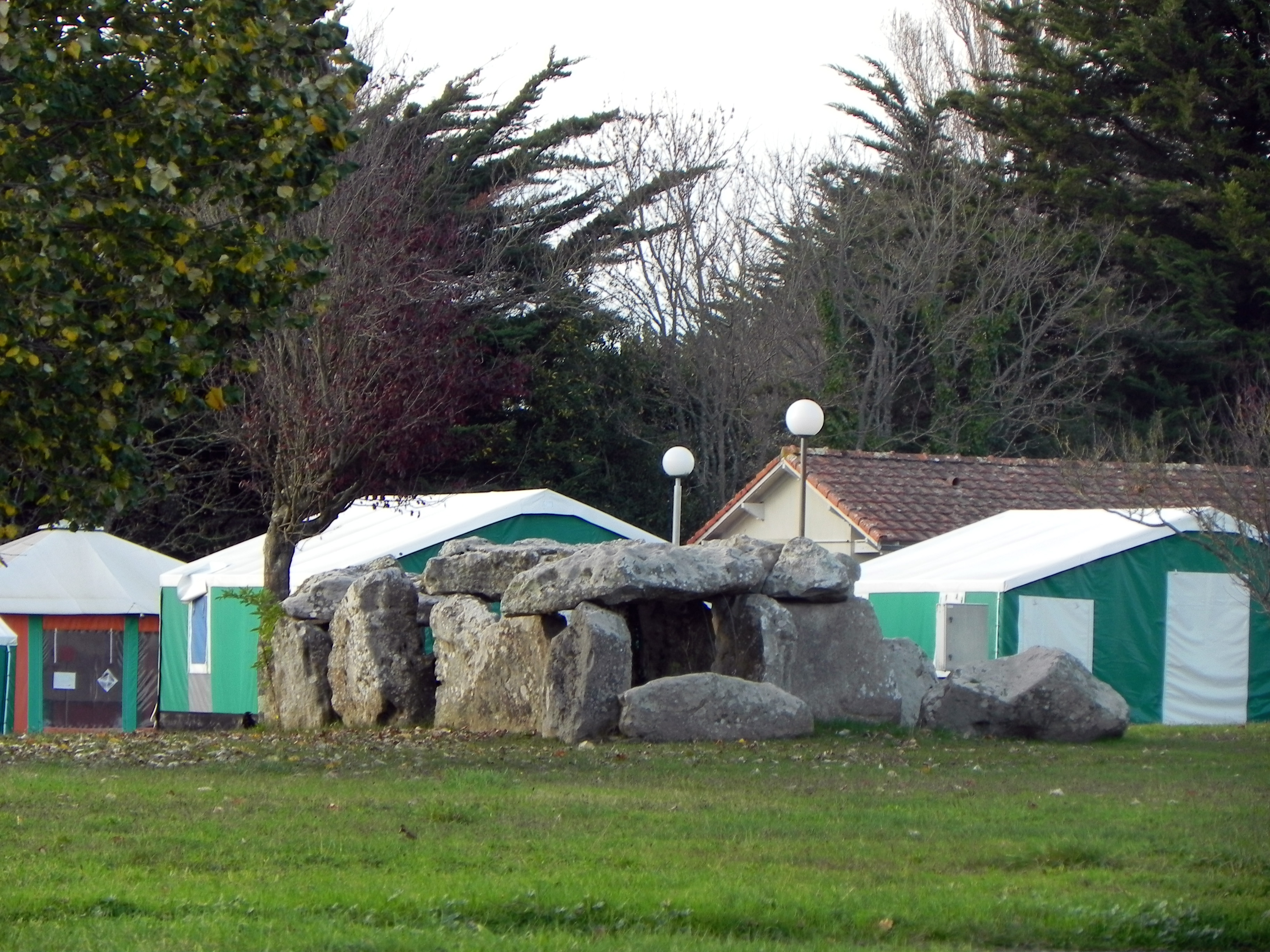
Allee couverte de la Boutinardière

Die Allée couverte de la Boutinardière (auch Allée couverte von Monval oder Dolmen der Villa Pétard genannt) ist ein Galeriegrab in Pornic im Departement Loire-Atlantique in Frankreich.
Das Denkmal, das in einem Feriendorf steht, ist eine ungetreue Rekonstruktion der ursprünglichen Allée couverte, die sich weiter westlich befand, dann an den heutigen Standort verlegt und wieder zusammengefügt wurde.
Laut Pitre de Lisle du Dreneuc (1846–1924) hatte die Megalithanlage eine Haupt- und eine Nebengalerie. Der 7,2 m lange und 1,18 m breite Gang bestand aus neun Orthostaten, drei auf der Westseite, fünf im Osten und einer Bodenplatte im Norden. Die Kammer war 2,3 m lang und 1,65 m breit und wurde von fünf Orthostaten begrenzt. Es waren vier Decksteine sichtbar, von denen ein 2,3 m langer und 1,05 m breiter Stein die Ostseite der Kammer bedeckte. 1879 führte Baron Héracle Olivier Jean Baptiste de Wismes (1814–1887) Ausgrabungen durch und entdeckte einen Kristallanhänger und einen in hellem Feuerstein sowie zwei Feuersteinmesser.
In der Nähe liegen der Dolmen de la Joselière und der Dolmen du Pré d’Air.